# Instituto estadounidense de investigación económica
El Instituto estadounidense de investigación económica (en inglés American Institute for Economic Research, y también conocido por sus siglas en ése idioma AIER) es un grupo de expertos conservador y promotor del libre mercado, ubicado en Great Barrington, Massachusetts. Fue fundado en 1933 por Edward C. Harwood, economista y asesor de inversiones. Es una organización sin fines de lucro 501(c)(3), según la clasificación de estadounidense de caridades. Durante la pandemia de COVID-19, fue conocido por abogar contra las encerronas generales forzosas y por promover una estrategia de inmunidad colectiva de "protección enfocada" para hacer frente a la pandemia.

## Historia
El coronel Edward C. Harwood se graduó en la Academia Militar de los Estados Unidos y sirvió en el Cuerpo de Ingenieros del Ejército. En la década de 1920, comenzó independientemente a escribir artículos sobre temas económicos en revistas y otras publicaciones. Con 200 dólares ahorrados merced a la venta de sus artículos, Harwood fundó AIER en 1933.
Casi desde sus inicios, la AIER distribuye publicaciones periódicas. Los dos iniciales fueron el Investment Bulletin y los Research Reports.
Edward Stringham fue nombrado presidente del Instituto en 2017;  fue precedido por Stephen Adams, y sucedido por Will Ruger en 2022.
En 2019, el Museo de Finanzas Estadounidenses prestó toda su colección de biblioteca a AIER, para que la aloje, cataloge y ponga a disposición allí. El período inicial del préstamo fue de cinco años.

## Políticas
Las declaraciones y publicaciones de la AIER promueven en el Patrón oro y una política monetaria de frugalidad y disciplina fiscal para la economía estadounidense, restan importancia al pánico sobre el cambio climático y presentan los riesgos como menores y manejables,  con títulos como "Lo que Greta Thunberg olvida sobre el cambio climático", "La verdadera razón por la que nadie toma en serio a los activistas ambientales" y "Los brasileños deberían seguir talando su selva tropical".
La institución también ha financiado investigaciones sobre los beneficios comparativos que los talleres clandestinos que abastecen a las multinacionales aportan a las personas que trabajan en ellos (como, por ejemplo, un salario de que otra forma no les estaría disponible).
Según el historiador y filósofo Philip Mirowski, la AIER ha estado "liderando la carga" para neutralizar a los Centros para el Control y la Prevención de Enfermedades de los EE. UU. como "árbitros de la salud pública". 

### Pandemia del COVID-19
AIER emitió una declaración en octubre de 2020 denominada Declaración de Great Barrington que abogaba por una estrategia de inmunidad colectiva de "protección enfocada" para hacer frente a la pandemia de COVID-19. Muchos expertos en salud pública le condenaron rotundamente.  Anthony Fauci, a cargo de la burocracia federal de las enfermedades infecciosas, calificó la declaración de "total disparate" y poco científica. Tyler Cowen, economista libertario de la Universidad George Mason, escribió que si bien simpatizaba con un enfoque libertario para abordar la pandemia, consideraba que la declaración era peligrosa y equivocada. La declaración también fue criticada por el Centro Niskanen,  un grupo de expertos anteriormente libertario  que ahora se autodenomina moderado. 
AIER pagó anuncios en Facebook promocionando sus artículos contra las medidas gubernamentales de distanciamiento social y los mandatos de uso de mascarillas.